# Kawasaki ZR-7
La Kawasaki ZR-7 est une moto de type roadster sortie en France en 1999.

## Description
Son moteur est un quatre cylindres en ligne quatre temps refroidi par air issu de la Z 750 de 1980 et de ses différentes déclinaisons, tel que la 750 Zephyr. D'une cylindrée de 738 cm3, il est annoncé pour 76 chevaux à 9 500 tr/min.
L'esthétique est simple, sobre et sans audace. Cette moto reste discrète.
Le freinage est assuré, à l'avant, par deux disques de 300 mm de diamètre et, à l'arrière, par un disque de 240 mm.
Disponible en 3 coloris (bleu, champagne et bordeaux), la version sans carénage est complétée par une version S début 2001. Son carénage tête de fourche assure une protection pour les longs trajets autoroutiers. 
En utilisation courante la ZR-7 a une consommation de 5 à 7 litres aux cent kilomètres et avec son réservoir de 22 litres elle permet des escapades assez longues.
Malgré un beau succès dans ses deux versions, la marque a décidé de mettre fin à sa commercialisation en 2004 en offrant comme alternative la Z750.